# (21484) Eppard
(21484) Eppard est un astéroïde de la ceinture principale d'astéroïdes.

## Description
(21484) Eppard est un astéroïde de la ceinture principale d'astéroïdes. Il fut découvert le 19 avril 1998 à Socorro (Nouveau-Mexique) par le projet LINEAR. Il présente une orbite caractérisée par un demi-grand axe de 2,35 UA, une excentricité de 0,07 et une inclinaison de 7,3° par rapport à l'écliptique.

## Compléments